# 柳谷ランプ
柳谷ランプ（やなぎたにランプ）とは、兵庫県神戸市北区にある六甲北有料道路のランプ。

## 道路
- 六甲北有料道路（兵庫県道95号灘三田線）(05)

## 接続する道路
- 兵庫県道506号市野瀬有馬線

## 隣
六甲北有料道路（北神バイパス）
唐櫃IC - 柳谷JCT/ランプ - 吉尾ランプ - 神戸北IC